# Nianmu (sockenhuvudort i Kina, Tibet Autonomous Region, lat 29,32, long 89,45)
Nianmu (kinesiska: 年木, 年木乡) är en sockenhuvudort i Kina. Den ligger i den autonoma regionen Tibet, i den sydvästra delen av landet, omkring 170 kilometer väster om regionhuvudstaden Lhasa. Antalet invånare är 3 347. Befolkningen består av 1 614 kvinnor och 1 733 män. Barn under 15 år utgör 26,0 %, vuxna 15-64 år 67 %, och äldre över 65 år 5,0 %.
Runt Nianmu är det glesbefolkat, med 17 invånare per kvadratkilometer. Närmaste större samhälle är Jangdam, 19,4 km väster om Nianmu. Trakten runt Nianmu består i huvudsak av gräsmarker.
Genomsnittlig årsnederbörd är 600 millimeter. Den regnigaste månaden är juli, med i genomsnitt 201 mm nederbörd, och den torraste är januari, med 2 mm nederbörd.